# Perfect (Dave East)
Perfect è un singolo del rapper statunitense Dave East, realizzato in collaborazione con il cantante Chris Brown, primo estratto dal suo mixtape Paranoia: A True Story.

## Lavorazione
Durante una delle sessioni di registrazione di Brown per la chiusura del suo disco, Heartbreak on a Full Moon, a New York, East sentì Brown lavorare ad una bozza di Perfect, e gli chiese se avesse potuto inciderci un brano per il suo mixtape, Paranoia: A True Story, e dopo la composizione del brano, finì per essere l'unico singolo estrattone.

## Il brano
Perfect è un brano hip-hop prodotto da Amadeus e The Breed, con una produzione scura e minimale. I versi rappati di East sono alternati a tre ritornelli consecutivi di Brown, che presentano un cantato R&B e un flow con influenze trap.